# Jaroslav Janko
Jaroslav Janko (3. prosince 1893 Opatov na Moravě – 23. ledna 1965 Praha) byl český matematik, matematický a pojistný statistik. Zaměřoval se na aplikace matematické statistiky v demografii (zejména úmrtnostní tabulky), pojistnou matematiku a teorii matematické statistiky.

## Biografie
V letech 1904–1912 studoval gymnázium v Třebíči, poté studoval filosofickou fakultu UK v Praze, kde v roce 1918 složil zkoušky učitelské způsobilosti pro střední školy pro matematiku a fyziku. Původně se nejspíš připravoval pro studium teoretické fyziky, ale později se zaměřil na aplikovanou matematiku. V roce 1926 složil úspěšně závěrečnou zkoušku z dvouletého cyklu přednášek o pojistné a matematické statistice, která byla nedávno otevřena na nově vzniklé Přírodovědecké fakultě UK.
V letech 1919–1931 byl zaměstnán v ministerstvu sociální péče. V roce 1929 byl habilitován pro obor pojistné a matematické statistiky. V tomto roce se také stal jednatelem nově vzniklé Československé stastistické společnosti. Krátce poté, co byl v roce 1931 jmenován mimořádným profesorem, opustil ministerstvo. V roce 1936 byl jmenován řádným profesorem, ve školním roce 1937/1938 a 1946/1947 byl děkanem fakulty speciálních nauk. Od roku 1952 pak přešel na matematicko-fyzikální fakultu UK, kam přešlo i studium pojistného inženýrství a matematické statistiky.

## Dílo
Napsal tyto učebnice:
- Základy statistické indukce. Praha: nákladem Státního úřadu statistického, 1937.
- Jak vytváří statistika obrazy světa a života. Praha: Jednota českých matematiku a fysiků, 1942.

Rovněž sestavil rozsáhlé statistické tabulky, přeložené mj. i do ruštiny:
- Statistické tabulky. Praha: ČSAV, 1958.